# Abram Archipow

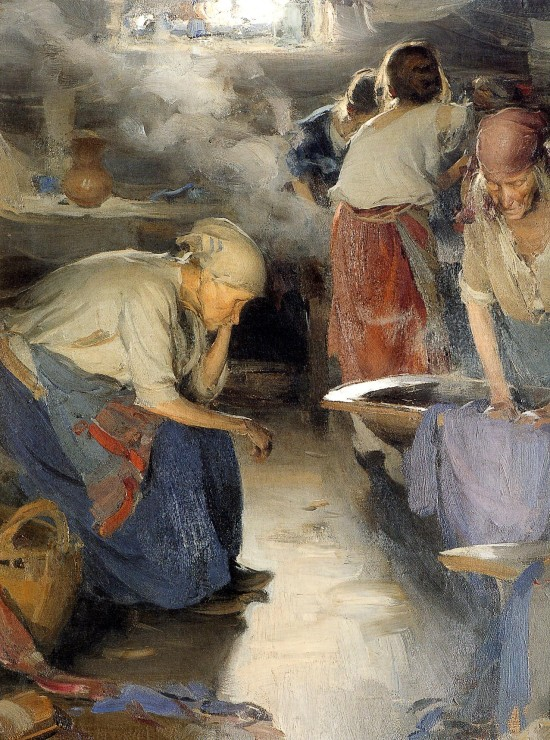
Praczki, ok. 1901, Galeria Trietiakowska, Moskwa.

Abram Jefimowicz Archipow (ros. Абрам Ефимович Архипов, ur. 27 sierpnia 1862, zm. 25 września 1930 w Moskwie) – rosyjski malarz realista, członek grupy artystycznej Pieriedwiżników, uczestnik projektu "Świat Sztuki".

## Życiorys
Urodził się we wsi Jegorowo w obwodzie riazańskim, w religijnej, prawosławnej rodzinie. Od 1877 studiował malarstwo w Moskiewskiej Szkole Malarstwa, Rzeźby i Architektury. Jego nauczycielami byli Wasilij Pierow, Wasilij Polenow i Włodzimierz Makowski. Od 1883 kontynuował naukę w Cesarskiej Akademii Sztuk Pięknych w Petersburgu, by po dwóch latach powrócić do Moskwy.
Archipow został przyjęty do pieriedwiżników w 1889 r., wykładał w Moskiewskiej Szkole Malarstwa, Rzeźby i Architektury. Po rewolucji został przyjęty do Stowarzyszenia Artystów Rewolucyjnej Rosji (1924), a w 1929 otrzymał tytuł Ludowy Artysta ZSRR. Malował głównie sceny rodzajowe ilustrujące życie rosyjskich chłopów, zwracając szczególną uwagę na trudny los kobiet. Wyjeżdżał na plenery malarskie do północnej Rosji i wybrzeże Morza Białego. Jego twórczość stopniowo ewoluowała od realizmu w kierunku impresjonizmu, po rewolucji powrócił do realizmu malując portrety chłopów i pejzaże.